# N6946-BH1
N6946-BH1 — исчезнувшая звезда, которая находилась в галактике NGC 6946, расположенной на расстоянии приблизительно 22 миллионов световых лет от Солнца.

## Наблюдения
Звезда представляла собой массивный красный сверхгигант, превосходящий по массе наше Солнце приблизительно в 25 раз. Астрономы следили за ней несколько лет с помощью наземного телескопа LBT (Large Binocular Telescope) и двух орбитальных — Hubble и Spitzer. В период с марта по май 2009 года светимость звезды превышала светимость Солнца примерно в миллион раз. После этого к 2015 году она исчезла из наблюдений в оптическом диапазоне. В среднем и ближнем инфракрасном диапазоне звезда остаётся видимой, однако яркость уменьшается пропорционально {\displaystyle t^{-4/3}}. Считается, что увеличение яркости было недостаточным, чтобы произошла вспышка сверхновой, поэтому подобное явление предложили назвать «неудавшейся сверхновой» (англ. failed supernova).
Одна из гипотез предполагает, что ядро N6946-BH1 сколлапсировало в чёрную дыру. Коллапс вещества вызвал вспышку нейтрино, что уменьшило массу N6946-BH1 на некоторую долю процента и обусловило ударную волну, которая сорвала оболочку звезды, что и повысило её яркость. Если данное событие действительно отображает образование чёрной дыры, то тогда это будет первым наблюдением подобного процесса. Дальнейшие наблюдения за объектом планируется начать с помощью космического рентгеновского телескопа Chandra.